# Boudy-de-Beauregard

Boudy-de-Beauregard este o comună în departamentul Lot-et-Garonne din sud-vestul Franței. În 2009 avea o populație de 398 de locuitori.

## Evoluția populației
| An        | 1975 | 1982 | 1990 | 1999 | 2006 | 2009 |
| --------- | ---- | ---- | ---- | ---- | ---- | ---- |
| Populație | 226  | 237  | 314  | 356  | 383  | 398  |